# Chrétiennerie
Le terme chrétiennerie est une expression (canadianisme)  utilisée pour désigner les remarques ou commentaires niais relevées dans le discours de Jean Chrétien, ancien premier ministre du Canada. 

## Origine de l'expression
Des journalistes ont remarqué que Jean Chrétien, alors premier ministre du Canada, répondait aux questions ou commentait diverses situations sans peser ses propos. 
Un journaliste a alors décidé de cataloguer ces expressions et de les publier dans un recueil : Les Chrétienneries. Devant le succès du premier recueil, il a récidivé avec Les Chrétienneries 2.

## Exemples
- À un retraité : « Maintenant que vous avez vu Ottawa, vous pouvez mourir. »[réf. nécessaire]
- « Pourquoi acheter des carabines à répétition et de l'armement nucléaire pour s'amuser ? C'est dangereux ! Et quand c'est dans la maison, ben y peut y avoir un enfant qui se sert de ça. »[1]
- « Les congés parentaux, savez-vous, mademoiselle, que vous pourriez en bénéficier ? Non ? Il est temps… Parce que vous êtes une belle fille vous savez. »[2]
- Son opinion sur une éventuelle majorité de 50 % plus une voix dans un référendum sur l'indépendance du Québec : « Qu'arriverait-il à la pauvre personne qui ferait la différence ? Elle se ferait tuer, et après on serait à égalité »[2].